# Скалд
Скалд (исл. skáld, швед. skald, од стнорд.  — „песник”) је био дворски песник и певач у Норвешкој и на Исланду (од 9. до 13. века).
Првобитно значење појма скалд тицало се песника који пева ругалице. У средњем веку у Норвешкој и на Исланду овај назив се користио у ширем значењу, а то је био песник који је писао везаним стихом, без обзира на то да ли се радило о народном пригодном песништву у облику кратких песама или о уметничким песмама похвалницама путујућих дворских песника, тј. скалда у ужем смислу. 
У 9. и 10. веку било је још скалда норвежана, док су у касније сви дански и норвешки дворски песници били заправо Исланђани. По имену је познато око 240 скалда, међу којима је било и неколико жена. Били су врло цењени на дворовима скандинавских и енглеских краљева, омиљени на Исланду, где су о многима написане саге и приче. 
Скалдско песништво се писало по строгим правилима. Биле су честе употребе метафора и метонимија. 
Највећи део песама су похвале владарима, али их има и с библијским садржајем. Јављају се и теме љубави, славе, елегијских сећања и властитих искустава, али и поруга и пошалица. 
Најпознатији и најчешћи метар песме похвалнице краљу или кнезу је врло сложен »дворски стих« у којем се јављају алитерација, унутрашња рима и строго одређен број слогова у стиху, који се правилно повезују у строфу од осам стихова.